# Cordova (Maryland)
Cordova – jednostka osadnicza w Stanach Zjednoczonych, w stanie Maryland, w hrabstwie Talbot.